# 플로랑스 페르넬
플로랑스 페르넬(Florence Pernel, 1966년 6월 30일 ~ )는 프랑스의 배우이다.

## 출연 작품
- 부르고뉴, 와인에서 찾은 인생 (2017)
- 정복 (2011)
- 두 명의 뒤마 (2010, L'Autre Dumas)
- 요에스 (2000)
- 소와 대통령 (2000)
- 공화당 만세 (1997)
- 세 가지 색: 화이트 (1994)
- 크게 미친 (1993)
- 세 가지 색: 블루 (1993)
- 특급 공작 (1990)
- 인생 그리고 달 (1990, Il y a des jours... et des lunes)